# Љубав и казна
Љубав и казна (тур. Aşk ve ceza) турска је телевизијска серија, снимана од 2009. до 2011.
У Србији је емитована 2013. на телевизији Прва.

## Синопсис
Јасемин је успешна жена која ради у маркетиншкој агенцији. Недељу дана пре венчања затиче свог вереника у кревету са својом блиском пријатељицом. Он кривицу за превару сваљује на њу и то јер је одлучила да буде девица до брака. Међутим, више од саме преваре, Јасемин боли чињеница да је он знао њене разлоге за такву одлуку - након што јој је сестра умрла приликом абортуса, она је обећала оцу да неће спавати са мушкарцем до прве брачне ноћи.
Јасемин је потресена због издаје и одлази у Бодрум. У растројству има однос са Савашом, првим човеком кога види у бару. Ипак, каје се због тога и одмах одлази, не дајући Савашу прилику да постави било какво питање. Иако она мисли да је Саваш обичан конобар који је заправо син једног од најбогатијих људи и живи у Италији. Дошао је у Турску на венчање свога брата, који се жени са Чичек јер ће се тим браком окончати рат две породице. Након венчања, Саваш губи оца и брата у саобраћајној несрећи. Сада мора да буде глава породице, али и да преузме мутни породични бизнис односно трговину дрогом од којег се годинама држао подаље. Међутим, најгоре од свега је то што, према породичној традицији, мора да се ожени братовљевом удовицом, упркос негодовању.

## Ликови
- Саваш Балдар (Мурат Јилдирим) - Саваш је човек који живи модерним животом далеко од своје породице. Након што му у саобраћајној несрећи погину отац и брат, Саваш је присиљен да постане глава традиционалне мрачне породице. Под великим је утицајем мајке Шахнур која инсистира да Саваш коначно схвати како је део традиционалног света. Упркос томе што се оженио снајом Чичек Саваш не престаје да мисли на лепу Јасемин која му је узела срце за сва времена.

- Јасемин (Нургул Јешилчај) - Јасемин је прелепа млада девојка која живи модерним животом. Запослена је у маркетиншкој агенцији и ускоро је очекује венчање. Али тада осети горак укус живота када пронађе свог вереника Мехмета у кревету са најбољом пријатељицом. Вереник је оптужи да је она крива за његову превару, јер није хтела да има односе са њим пре брака због обећања које је дала оцу. Јасемин одлази у Бодрум и проведе страствену ноћ са Савашем мислећи како је он конобар у локалном кафићу. Посрамљена Јасемин одлази од Саваша и ускоро сазнаје да је трудна. Упркос томе што се након тога поново сретну Јасемин одлучи да Савашу прећути истину.

- Шахнур Балдар (Томрис Инџер) - Шахнур је на челу једне од најбогатијих породица у покрајини Ван. Традиционална и немилосрдна Шахнур инсистира да се поштују правила њене породице па неретко оправдава и илегалне радње своје породице. Када сазна да је Саваш заљубљен у жену која није из његовог света Шахнур ће јој објавити рат. Склона је манипулацијама и игрицама, немилосрдна према свима, а слаба јој је тачка најмлађи син Мустафа.

- Чичек Балдар (Фериде Четин) - Чичек је прелепа млада девојка која је окована ‘тешким ланцима’ своје традиционалне породице. Она је кћерка супарничког племена, Ахмета Морана. Како би закопали ратну секиру између породица, Чичек је жртвована да постане невеста Савашевог брата којег презире. Чичек је њежна, добра, срамежљива, студира за учитељицу, воли децу, а одрасла је уз оца тиранина. Када јој погине супруг, Чичек се заљуби у Саваша иако је свесна да јој његово срце никада неће припадати.

- Назан Балдар (Гокче Јанардаг) - Назан је Савашева старија сестра. Њеног мужа убили су припадници Чичекиног племена. Од када је постала удовица огорчена је на цели свет. Послушна је и понаша се у складу са очекивањима породице.

- Пала (Керем Атебеолу) - Пала је Шахнурин млађи брат који је другачији од своје сестре. Не меша се у послове породице који су повезани са дрогом. Поштује своју сестру Шахнур и Саваша.

## Сезоне
| Сезона | Сезона | Број епизода (н / и)           | Приказивање у Турској              | Приказивање у Србији                      |
| ------ | ------ | ------------------------------ | ---------------------------------- | ----------------------------------------- |
|        | 1      | 23 / 43 (1 — 23) / (1 — 43)    | 5. јануар 2010 — 8. јун 2010. ()   | 8. јануар 2013 — 28. фебруар 2013. (Прва) |
|        | 2      | 39 / 70 (24 — 62) / (44 — 113) | 31. август 2010 — 27. јун 2011. () | 28. фебруар 2013 — 22. јун 2013. (Прва)   |

## Улоге
| Глумац:          | Улога:        |
| ---------------- | ------------- |
| Нургул Јешилчај  | Јасемин       |
| Мурат Јилдирим   | Саваш Балдар  |
| Фериде Четин     | Чичек Балдар  |
| Томрис Инџер     | Шахнур Балдар |
| Зејнеп Бешерлер  | Надија        |
| Џанер Куртаран   | Мехмет        |
| Гокче Јанардаг   | Назан         |
| Октај Гурсој     | Џем           |
| Керем Атебејоглу | Пала          |
| Сенур Каја       | Лејла         |
| Назан Кесал      | Севги         |
| Џенк Ертан       | Бора          |
| Халил Кумова     | Ахмет Моран   |
| Еркан Бекташ     | Јавуз Моран   |
| Али Јигит        | Кемал Балдар  |
| Белит Озикан     | Мужде         |
| Енис Арикан      | Алпај         |
| Ишил Дајиоглу    | Ситаре        |
| Мелтем Памиртан  | Ендам         |
| Гамзе Топуз      | Дерја         |
| Синан Тузџу      | Хакан         |
| Аху Јагту        | Пелин         |